# Eremurus lactiflorus
Eremurus lactiflorus är en grästrädsväxtart som beskrevs av Olga Alexandrovna Fedtschenko. Eremurus lactiflorus ingår i släktet Eremurus och familjen grästrädsväxter. Inga underarter finns listade i Catalogue of Life.

## Bildgalleri

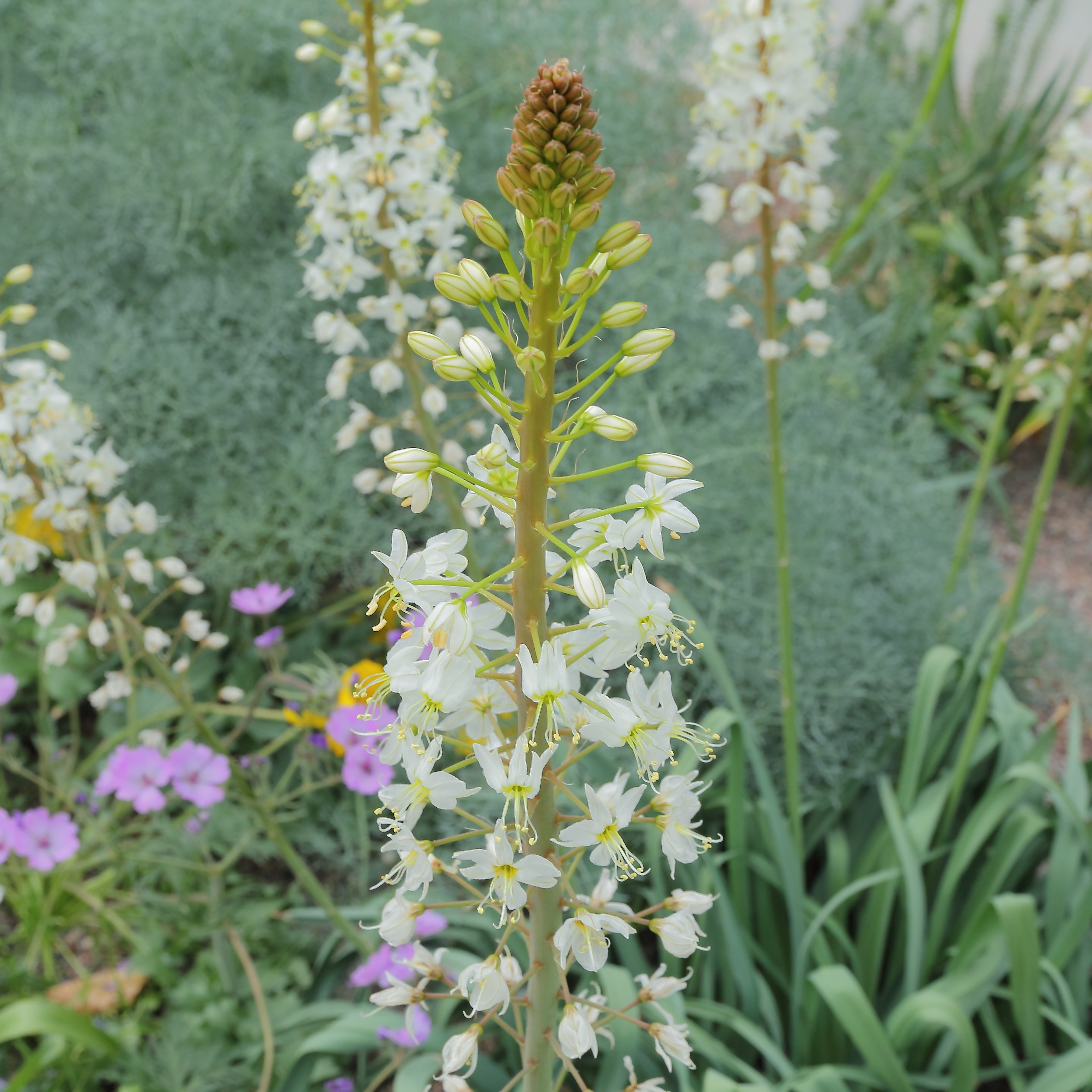
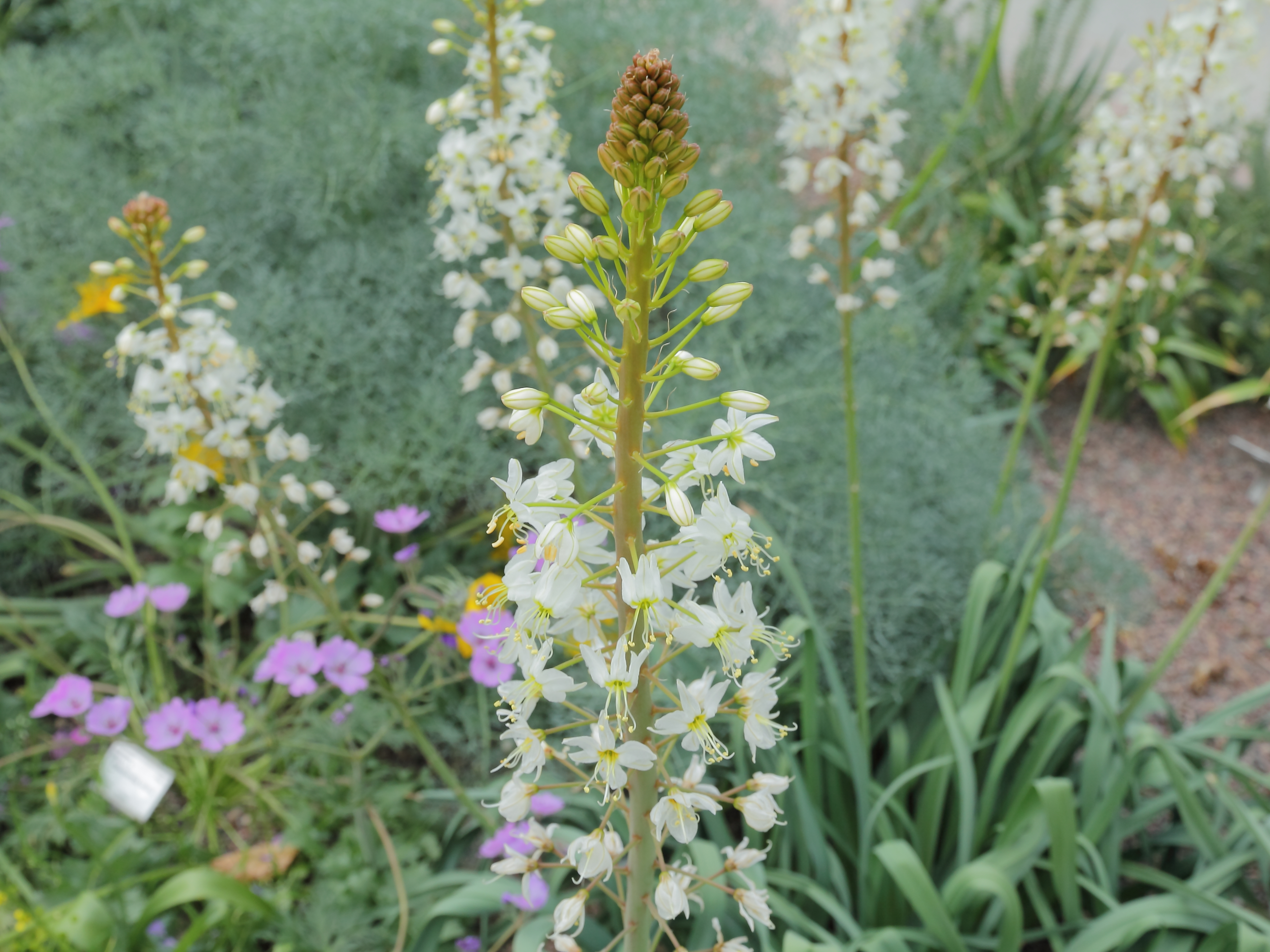
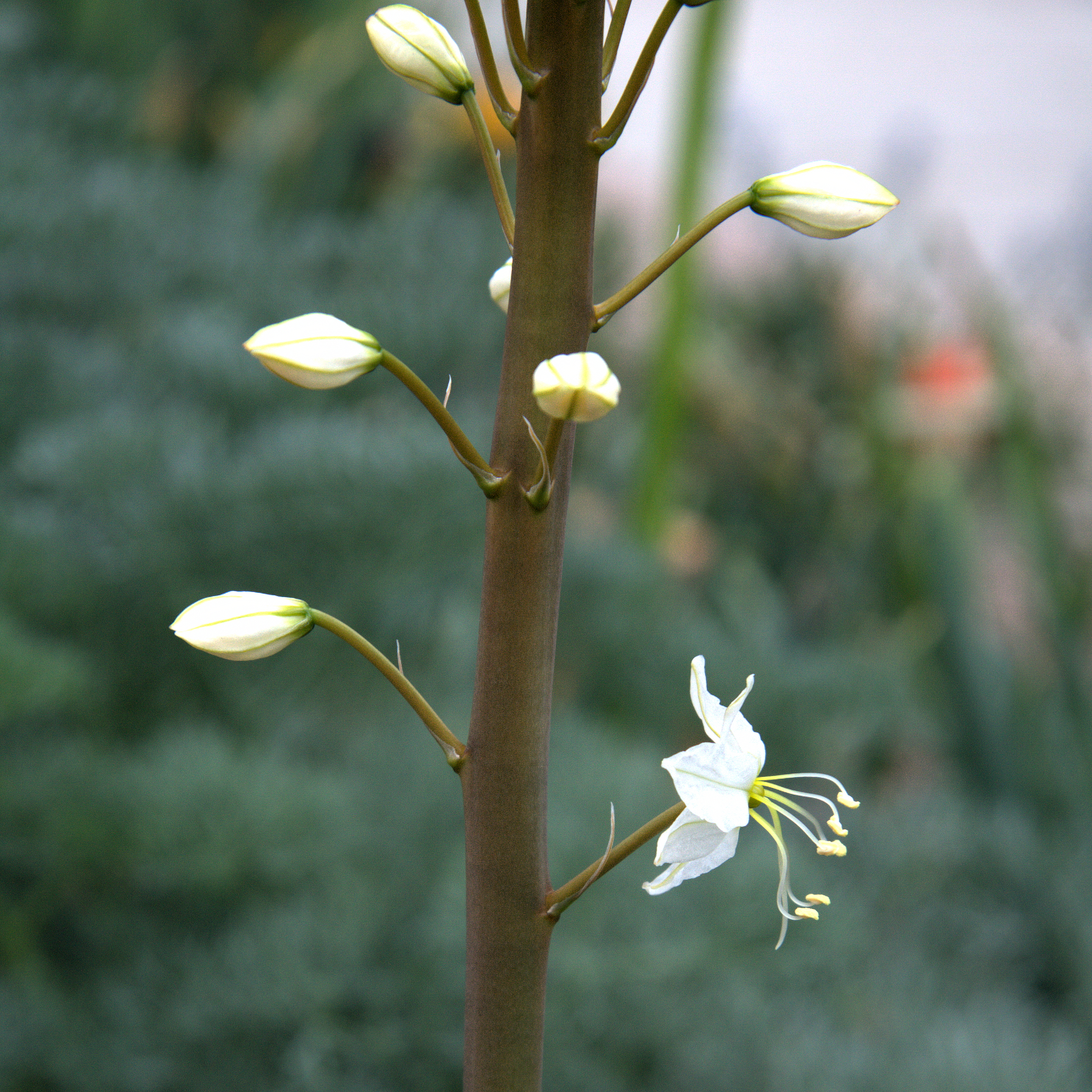
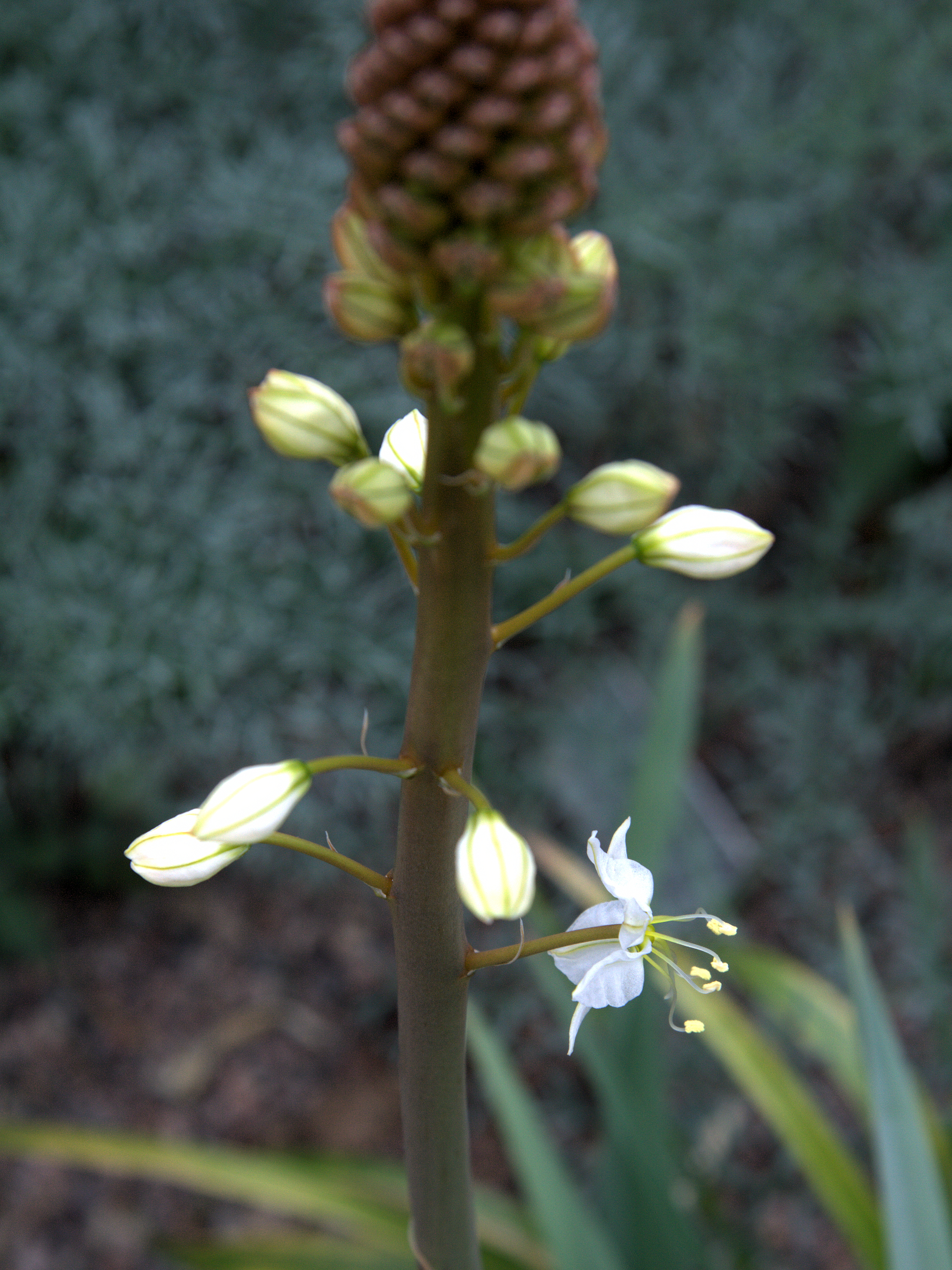